# Herb Łagowa
Herb Łagowa – symbol miasta i gminy Łagów.

## Wygląd i symbolika
Herb przedstawia na tarczy w polu błękitnym wizerunek Najświętszej Maryi Panny w czerwonej szacie, z Dzieciątkiem Jezus. Jest to historyczny herb miasta, najprawdopodobniej nawiązujący do historycznego wezwania miejscowego kościoła.